# رالف بيكر (لاعب كرة قدم أمريكية أمريكي)
رالف بيكر (بالإنجليزية: Ralph Baker)‏ هو لاعب كرة قدم أمريكية أمريكي، ولد في 28 يونيو 1902 في روشيل في الولايات المتحدة، وتوفي في 3 أغسطس 1977. كان قائد فريق كرة القدم بجامعة نورث وسترن.